# Andrea Lawlor
Andrea Lawlor é uma autora americana e vencedora do Prêmio Whiting de Ficção de 2020 por seu romance Paul Takes the Form of a Mortal Girl.

## Início da vida e educação
Lawlor frequentou a Fordham University no início da década de 1990, onde se envolveu em ativismo, incluindo a criação do primeiro grupo de lésbicas e gays no campus, pelo qual eles e seus amigos receberam ameaças de morte, e se juntou aos Panteras Cor-de-Rosa, que patrulhavam a Vila e protegiam pessoas LGBT de ataques homofóbicos. Eles eram membros do ACT UP e perderam amigos para a AIDS. Eles disseram que foi através deste tipo de “organização radical” que eles “realmente ... entraram na vida queer”.

## Carreira
Lawlor começou a escrever aos 30 anos e levou 15 anos para concluir seu romance de estreia, Paul Takes the Form of a Mortal Girl. O romance, quando publicado pela primeira vez pela Rescue Press, foi finalista do Prêmio Literário Lambda de Literatura Bissexual e do Prêmio CLMP Firecracker em 2018, e ganhou o Prêmio Whiting de Ficção de 2020 após a republicação pela Penguin Random House.
Lawlor ensina escrita no Mount Holyoke College em Hadley, Massachusetts, e é editor de ficção para Fence.

## Vida pessoal
Lawlor não é binário e usa pronomes eles/elas. Vive em Massachusetts com sua parceira, a cineasta Bernardine Mellis, e seu filho. O melhor amigo de Lawlor, Jordy Rosenberg, autor de Confessions of the Fox, mora com a família.